# Реймс (вокзал)
Центральный вокзал Реймса (фр. Gare de Reims) — один из трёх железнодорожных вокзалов Реймса. Обслуживает региональное сообщение (линии TER) и сообщение с Восточным вокзалом в Париже (поезда TGV).

## История
Центральный вокзал Реймса был открыт в 1858 году. Здание спроектировал архитектор Феликс Лангле. Впоследствии оно серьёзно пострадало в годы Первой мировой войны и было реконструировано инженерами Ле Мареком и Риде. В 2005—2007 годах вокзал был модернизирован, чтобы принимать высокоскоростные поезда. В 2011 году Министерство культуры Франции присвоило вокзалу статус «наследия XX века».

## Архитектура и интерьер

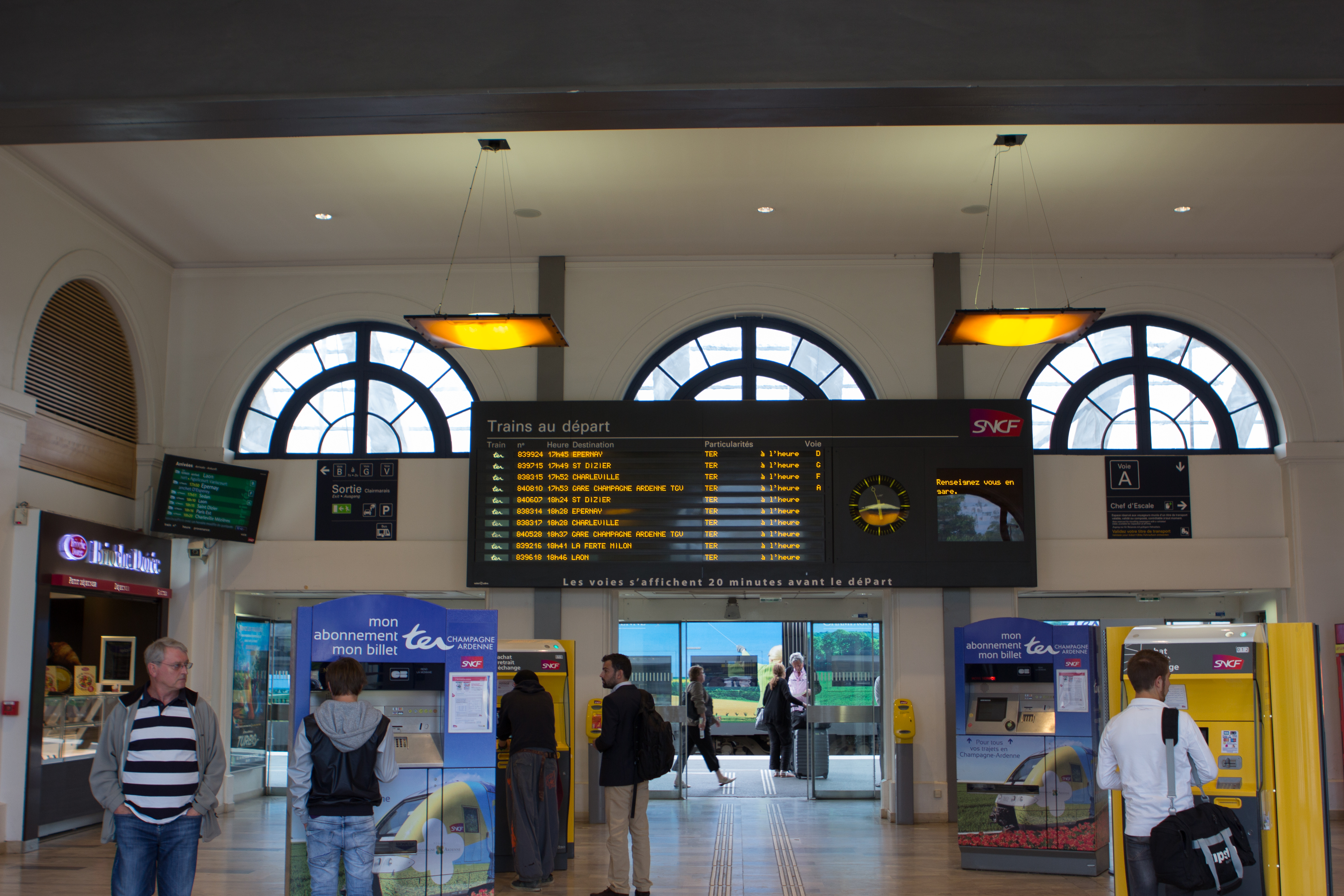
Интерьер и выход к поездам

Здание вокзала построено в неоклассическом стиле. Его размеры — 105×65 м, общая площадь — 6 800 м². Вдоль фасада расположены арки из железобетона в форме перевёрнутой буквы U (35×29 м). Арки застеклены по всей высоте; кроме того, остеклено 67 % крыши. Общая площадь остеклённых участков — 4 560 м². Перроны также снабжены остеклённым навесом 98×9 м.
Здание, напоминающее внешним видом дворец, вытянуто в длину и расположено параллельно железнодорожным путям. В центральной части находятся автоматы для продажи билетов, справочная служба и выход к поездам. В левом крыле расположен буфет; между ним и центральной частью находится зал ожидания. В правом крыле расположены зал прибытия пассажиров, билетные кассы, багажное отделение и кабинет начальника вокзала.

## Расположение
Вокзал находится недалеко от исторического центра города. Главный, южный фасад выходит на привокзальную площадь. Рядом расположены сквер Кольбера и так называемые «Променады» (пешеходные аллеи). Неподалёку находятся площадь Эрлон (одно из наиболее оживлённых мест города) и арка Марса. Северный фасад имеет выход в сторону квартала Клермаре.

## Движение поездов

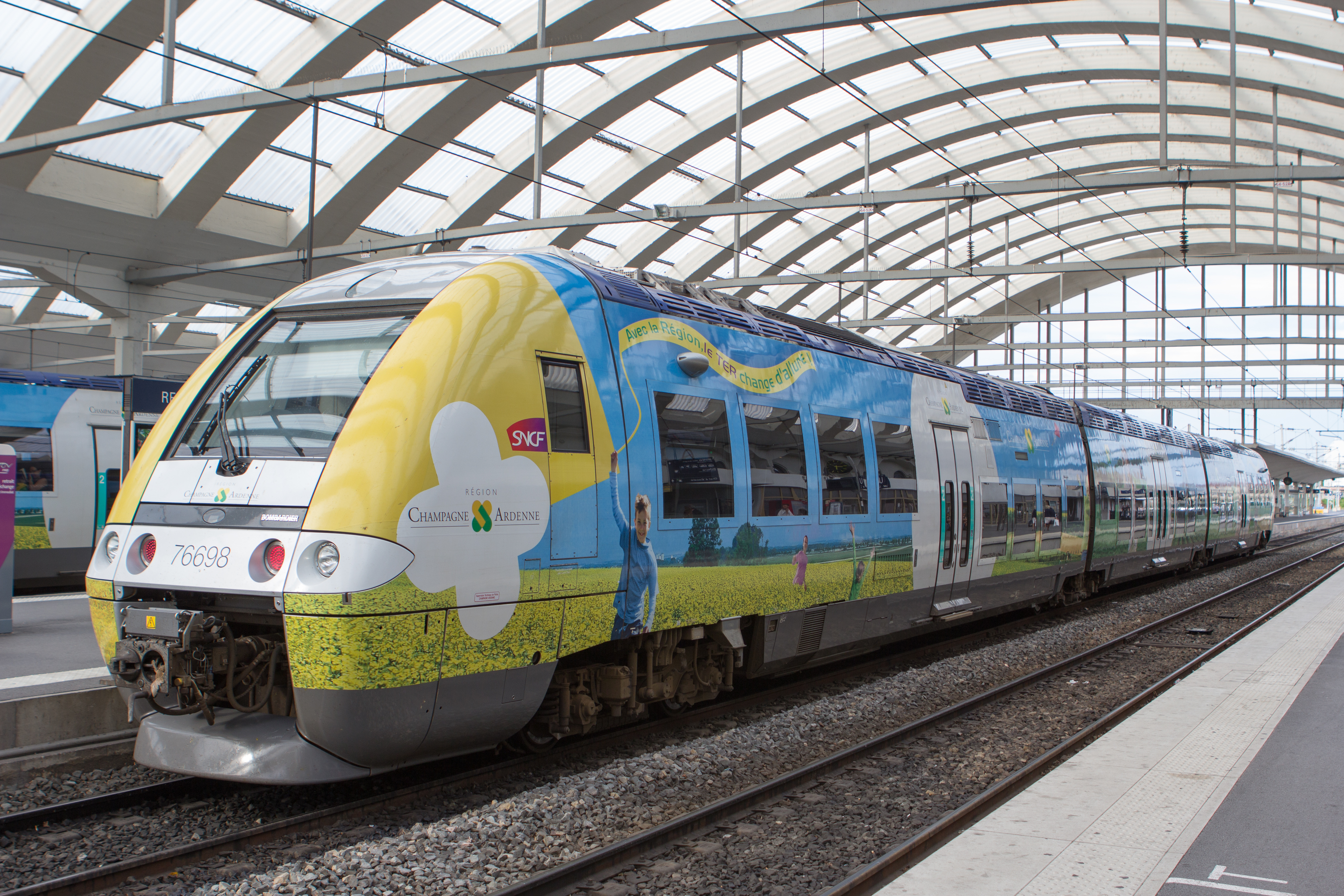
Поезд TER Шампань — Арденны на вокзале

Станция принадлежит национальному оператору SNCF. Она обслуживает как региональное сообщение (TER Гранд-Эст), так и межрегиональное (TER Реймс — Дижон) и дальнее сообщение (линии Восточноевропейской высокоскоростной железной дороги). Скоростные поезда TGV курсируют между Реймсом и парижским Восточным вокзалом, время в пути — 45 минут. Поезда TER также циркулируют между центральным вокзалом и вокзалом Шампань — Арденны.
Среднегодовой пассажиропоток составляет 3,8 млн человек.